# Halos & Horns
Halos & Horns es el trigesimoseptimo álbum de estudio de Dolly Parton, publicado en mayo de 2002.

## Historia
Éste fue el último de los tres álbumes que publicó Parton donde mezcló el folk y el bluegrass de la mano de la discográfica Sugar Hill. Sus dos anteriores álbumes habían sido  The grass is blue (1999) y Little sparrow (2001). Entre otras canciones, incluía una versión bluegrass del clásico tema de Led Zeppelin, "Stairway to heaven".  "Hello God" fue la respúesta de Parton al atentado a las Torres Gemelas (9/11).
El álbum fue nominado a tres premios Grammy. "Dagger through the heart" y "I'm gone" fueron lanzados como sencillos y videos musicales. Junto con el lanzamiento de este material discográfico, Parton realizó su primera gira luego de una década. The Halos & Horns Tour visitó ciudades de Estados Unidos y el Reino Unido.
La fotografía de la portada (donde se la puede ver a Dolly recostada sobre un verde césped) fue realizada por la famosa fotógrafa Annie Leibovitz.

## Canciones
Todas las canciones fueron escritas por Dolly Parton, excepto las señaladas.
1. "Halos and horns" - 3:36
2. "Sugar Hill" - 2:53
3. "Not for me" - 3:23
4. "Hello God" - 3:04
5. "If" (David Gates) - 3:21
6. "Shattered image" - 3:32
7. "These old bones" - 5:40
8. "What a heartache" - 4:20
9. "I'm gone" - 5:12
10. "Raven dove" - 3:40
11. "Dagger through the heart" - 3:56
12. "If only" - 3:42
13. "John Daniel" - 5:05
14. "Stairway to heaven" (Robert Plant, Jimmy Page) - 6:33

## Listas de popularidad
| Chart (2002)                              | Máxima Posición |
| ----------------------------------------- | --------------- |
| U.S. Billboard 200                        | 58              |
| U.S. Billboard Top Country Catalog Albums | 4               |
| U.K. Top Country Albums                   | 1               |